# Петрополь (премия)
Художественная премия «Петрополь» была учреждена в 1999 году Всероссийским музеем А. С. Пушкина и редколлегией альманаха «Петрополь». Премия ежегодно присуждается за достижения в области культуры и искусства, оригинальные проекты и меценатство.

## Учредители премии
Учредителями премии являются:
- Всероссийский музей А. С. Пушкина
- писатель Николай Якимчук.

## Символы премии
Символы премии — бронзовые скульптуры Ксении Блаженной и Федора Достоевского работы скульптора Сергея Алипова.

## Лауреаты премии

### Лауреаты1999 года
- Александр Володин, драматург
- Юрий Шевчук, поэт и музыкант
- Юрий Томошевский, актёр
- Александр Дольский, бард и поэт
- Юрий Брусовани, художник
- Линда Йонненберг, поэт и художник
- Творческий коллектив ООО «Золотой Телец»[5]

### Лауреаты2000 года
- Светлана Николаевна Крючкова, народная артистка России
- Лариса Малеванная, народная артистка России
- Наталья Гонохова, исполнительница романсов
- Вениамин Смехов, актёр, режиссёр и писатель
- Юрий Бутусов, режиссёр
- Владимир Малыщицкий, режиссёр
- Борис Гребенщиков, поэт и композитор
- Валерий Калугин, писатель
- Виктор Кривулин, писатель и общественный деятель
- Диана Виньковецкая, писатель
- Борис Блотнер, меценат
- Творческий коллектив цикла телепередач «Отечество и Судьбы» (телеканал «Культура»)[5]

### Лауреаты2001 года
- Вячеслав Бутусов, рок-музыкант
- Сергей Юрский, актёр
- Анастасия Волочкова, балерина
- Леонид Мозговой, актёр
- Иван Краско, актёр
- Наталья Данилова (актриса) и Григорий Хубулава (за поэтический альбом из серии "Петербургские голоса")[6]
- Михаил Шемякин, художник и скульптор
- Андрей Бакланов, меценат[7]

### Лауреаты2002 года
Редколлегия альманаха «Петрополь» и жюри 2002 года: Анастасия Волочкова, Наталья Данилова, Иван Краско, Леонид Мозговой, Григорий Хубулава, Александр Дольский, Андрей Черных, Юрий Томошевский, Сергей Некрасов, Николай Якимчук.
- Игорь Борисович Дмитриев, народный артист России
- Наталия Дудинская, балерина
- Зинаида Шарко, народная артистка России
- Александр Гордон, журналист, телеведущий
- Мария Сафарьянц, музыкант, арт-директор фестиваля «Дворцы Санкт-Петербурга»
- Владимир Склярский, директор арт-подвала «Бродячая собака»
- Сергей Николаевич Лазарев, писатель
- Глеб Богомолов, художник

### Лауреаты2003 года
- Даниил Гранин, писатель
- Владислав Виноградов, режиссер
- Илья Стогов, литератор
- Петер Норманн Воге, литературовед
- Алексей Слюсарчук, театральный режиссёр
- Геннадий Попов и Андрей Гречухин, исследователи городской культуры.
- Милорад Павич, писатель
- «Петербургский театральный журнал»
- Псковский академический театр драмы имени А. С. Пушкина[8]

### Лауреаты2004 года
- Олег Басилашвили, народный артист России
- Кирилл Лавров, народный артист России
- Эльдар Рязанов, кинорежиссёр
- Людмила Разумовская, драматург
- Алексей Алехин, поэт
- Анатолий Белкин, художник
- Анатолий Контуш, писатель
- Михаил Фёдоров, ректор Политехнического университета
- Татьяна Юрьева, директор Центра им. Дягилева[9]

### Лауреаты2005 года
- Алиса Фрейндлих, народная артистка СССР
- Валерий Плотников, фотохудожник
- Михаил Левшин, режиссёр
- Михаил Груздов, режиссёр
- Виктор Тихомиров, художник
- Дмитрий Мизгулин, писатель
- Александр Белинский, писатель и режиссёр
- Владислав Пази, художественный руководитель театра Ленсовета
- Андрей Зонин, директор Института культурных программ
- Вячеслав Гайворонский, композитор[10]

### Лауреаты2006 года
- Александр Городницкий, композитор
- Евгений Рейн, поэт
- Владимир Захаров, поэт
- Нина Мещанинова, актриса
- Константин Кинчев, музыкант
- Сергей Прохоров, телеведущий
- Дмитрий Шагин, лидер группы «Митьки»
- Роберт Городецкий, клоун-мим
- Александр Пушкин и Мария-Мадлен Пушкина-Дурново, меценаты
- Елена Алексеева, редактор журнала «Балтийские сезоны»[11][12]

### Лауреаты2007 года
- Сергей Стадлер, народный артист России
- Александр Васильев, художник
- Андрей Битов, писатель
- Андрей Ананов, ювелир
- Исаак Кушнир и Александр Гутницкий
- Семен Фурман, актёр
- Андрей Ургант, актёр
- Резо Габриадзе, режиссёр и художник
- Михаил Кане, бард
- Михаил Сапего, поэт и издатель
- Дмитрий Ревякин, рокер
- Елена Соболева[13][14]

### Лауреаты2008 года
- Владимир Рекшан, писатель и рок-музыкант
- Юрий Погребничко, режиссёр
- Игорь Скляр, актёр
- Аркадий Кленов, писатель и художник
- Евгений Орлов, художник
- Юрий Линник и Джозеф Тронкали (США), литераторы
- Ульяна Лопаткина, балерина
- Анвар Либабов, актёр
- Отто Мамелунд, генеральный консул Королевства Норвегия в Санкт-Петербурге
- Сергей Иньков, дирижер и художественный руководителю Ансамбля им. Дунаевского Дворца творчества юных
- Владлен Гаврильчик, художник и поэт
- Валерий Попов, писатель[15]

### Лауреаты2009 года
- Юрий Мамин, режиссёр
- Анна Яковлевна Алексахина, актриса
- Александр Панкратов-Чёрный, актёр
- Марк Самойлов, артист оперетты
- Андрей Тропилло, рок-музыкант
- Дмитрий Филиппов, музыкант
- Роман Смирнов, писатель, режиссёр
- Валентин Громов, художник[16]

### Лауреаты2010 года
- Тамара Петкевич, писатель
- Леонид Лейкин, актёр
- Эдуард Хиль, певец
- Александр Жуков, меценат
- Джулиан Лоуэнфельд, поэт и переводчик
- Юрий Кублановский, поэт
- Нонна Слепакова, поэтесса (посмертно)
- Нелли Бродская, художественный руководитель Дома актера им. К. С. Станиславского
- Михаил Светин, народный артист России[17]

### Лауреаты2011 года
- Исаак Штокбант, народный артист России
- Александр Городницкий, поэт
- Анатолий Рыжиков, писатель
- Вокальная группа «Dedooks»
- Татьяна Горичева, писатель, философ
- Радио «Петербург»
- Валерий Дегтярь, народный артист России
- Олег Гаркуша, лидер группы «АукцЫон»
- Александр Баширов, актёр
- Игорь Холодов, программный директор фестиваля «ДебоширФильм — Чистые грёзы»[18]

### Лауреаты2012 года
- Джеральд Майкельсон, славист
- Александр Рубашкин, редактор
- Виктор Крамер, режиссер
- Евгения Шугай, актриса
- Влад Демченко, актёр
- Виктор Соловьев, актёр, художественный руководитель театра «Лицедеи»
- Александр Болонин, режиссёр театра «Остров»
- Дмитрий Томашпольский, кинорежиссёр
- Георгий Тараторкин, актёр
- Михаил Мильчик и Лина Перлова[19]

### Лауреаты2013 года
- Борис Мессерер, художник
- Петр Горелик, писатель
- Сергей Мигицко, актёр
- Дмитрий Шагин, художник
- Андрей Сигле, композитор
- Яков Бердичевский, библиофил
- Максим Леонидов, музыкант
- Виктор Журавлёв, публицист
- Михаил Садчиков, журналист
- Ульяна Скифова, художник
- Ван Цзиньлин (Китай), славист
- Театр «Хенд Мэйд»[20]

### Лауреаты2014 года
- Сергей Фомичёв, писатель
- Николай Цискаридзе, артист балета
- Лев Прыгунов, писатель
- Андрей Грязов, поэт
- Татьяна Стрижевская, художник
- Виктор Васильев, поэт
- Юрий Рост, фотограф, писатель
- Вадим Жук, актёр, поэт
- Николай Васин, писатель, коллекционер
- Александр Тютрюмов, актёр, продюсер[21]

### Лауреаты2015 года
- Андрей Хржановский, кинорежиссёр
- Николай Мартон, народный артист России
- Михаил Кельмович, писатель
- Вячеслав Полунин, клоун
- Наталья Табачникова, театровед
- Яков Гордин, писатель, историк
- Роберт Ходель, переводчик
- Вячеслав Лейкин, писатель
- Валерий Чечет, бард
- Ансамбль «Маленький джигит»[22]

### Лауреаты2016 года
- Ольга Арцимович (Окуджава), директор музея Булата Окуджавы в Переделкино
- Татьяна Москвина, писатель
- Светлана Сурганова, музыкант
- Юрий Бутусов, режиссёр
- Максим Резник, меценат
- Андрей Липатов, писатель
- Сергей Цыпляев, политик
- Диана Виньковецкая, писатель
- Михаил Веллер, писатель
- Людмила Никитина, режиссёр[23]

### Лауреаты2017 года
- Даниил Гранин, писатель
- Виктор Новиков, художественный руководитель театра им. В. Ф. Комиссаржевской
- Валерий Ивченко, актёр
- Геннадий Григорьев, поэт (посмертно)
- Архимандрит Сергий, настоятель Валаамского монастыря в Финляндии
- Юрий Шевчук, поэт, музыкант
- Тамара Исаева, актриса
- Театр «Остров»
- Андрей Виноградов, меценат
- Анатолий Заславский, художник[24]

### Лауреаты2018 годa
- Президент Российской академии образования Людмила Вербицкая
- Дирижёр Юрий Темирканов
- Кинорежиссёр Отар Иоселиани
- Народная артистка России Марина Есипенко
- Директор радио «Эрмитаж» Татьяна Бажанова
- Кинорежиссёр Алексей Герман-мл.
- Писатель, историк Лев Лурье
- Кинорежиссёр Арсен Агаджанян (Армения)
- Бард Наталья Кучер
- Станислав Лейкин
- Общественный деятель Ауэз Габбасов

### Лауреаты2019 года
- Елена Санаева
- Владимир Шинкарёв
- Валерий Попов
- Юлий Ким
- Елена Демидова
- Алексей Варламов
- Илья Штемлер
- Анна Папушева
- Антон Шагин
- Сергей Ильченко

### Лауреаты 2020 года
- Актриса Ольга Волкова
- Кинорежиссёр Вадим Абдрашитов
- Продюсер Стас Намин
- Балетмейстер Борис Эйфман
- Режиссёр, писатель Павел Санаев
- Поэт Анатолий Гуницкий
- Кинорежиссёр Константин Селивёрстов
- Режиссёр Олег Леваков
- Художник Арон Зинштейн

### Лауреаты 2021 года
- Сергей Плотов за острую иронию в стихах и сценариях к фильмам Эльдара Рязанова и Аллы Суриковой;
- Сергей Головецкий за создание серии фильмов о российских писателях (Мандельштам, Хармс, Платонов, Битов);
- Евгений Ямбург за создание центра образования («Школа Ямбурга») с уникальной авторской методикой;
- Виталий Карякин за создание ряда международных кинофестивалей «Фестиваль+» в Сочи, Майкопе, Феодосии, Петербурге;
- Светлана Крючкова за создание юбилейного фотоальбома «Я — у жизни ученица» и тонкую интерпретацию русской поэзии;
- Юрий Гальцев за артистизм и оригинальность творческого мышления;
- Нина Усатова за создание образов русских женщин и яркий актерский почерк в театре и кино;
- Андрей Мархотин за создание альбома «Петербург. Чувства в деталях»;
- Александр Токарев за лирическое осмысление пейзажей Петербурга в книгах разных лет.